# Telmatactis allantoides
Telmatactis allantoides is een zeeanemonensoort uit de familie Isophelliidae.
Telmatactis allantoides is voor het eerst wetenschappelijk beschreven door Bourne in 1918.